# Orthoherpesviridae
 (septembre 2017).
Si vous disposez d'ouvrages ou d'articles de référence ou si vous connaissez des sites web de qualité traitant du thème abordé ici, merci de compléter l'article en donnant les références utiles à sa vérifiabilité et en les liant à la section « Notes et références ».
Famille

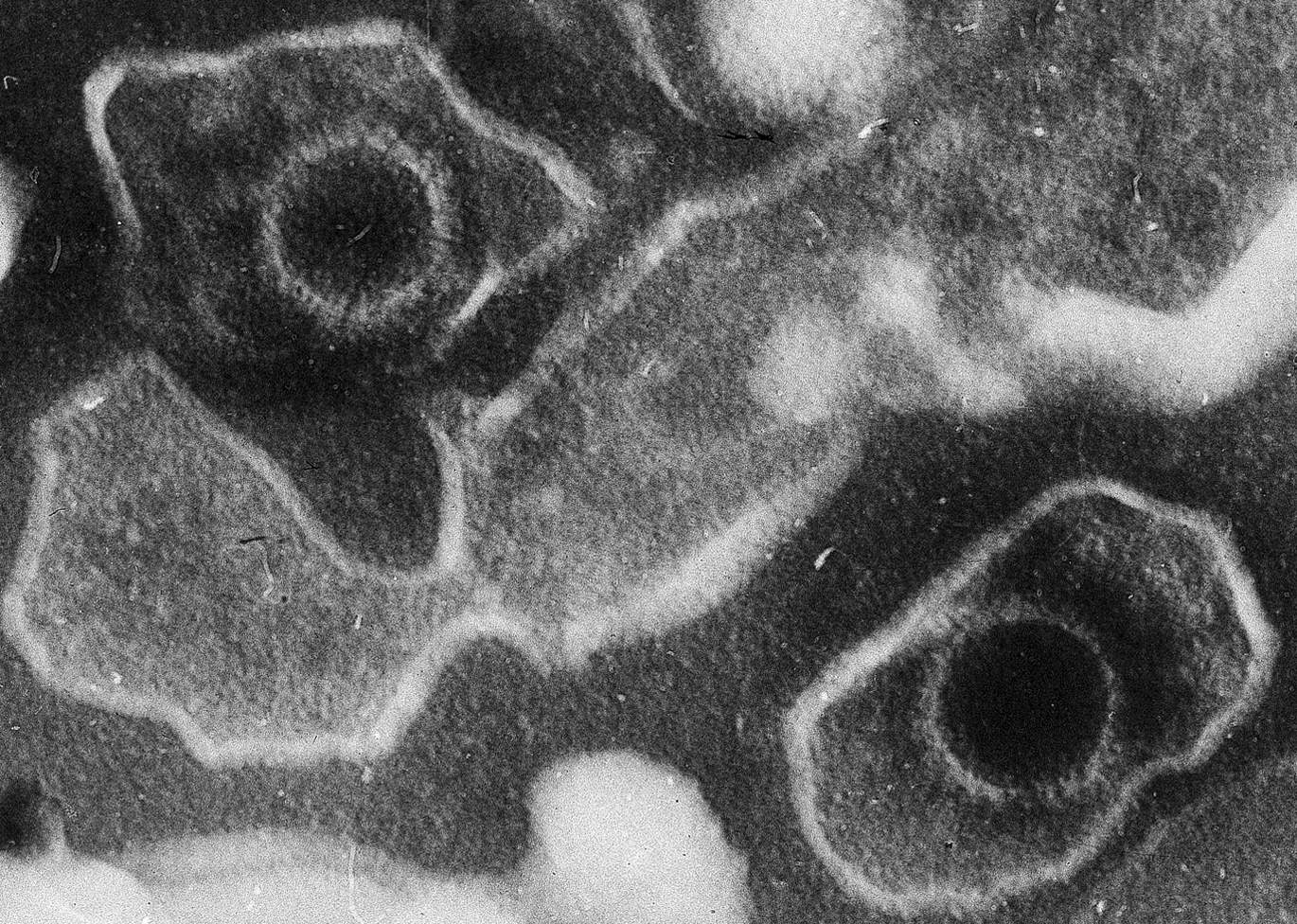
Deux virus d'Epstein-Barr

Orthoherpesviridae (anciennement Herpesviridae) est une famille de virus à ADN qui provoquent des maladies chez les humains et d'autres animaux. Le nom est dérivé du mot grec ἕρπειν (herpein « ramper »), en référence à la propagation des lésions cutanées, impliquant généralement des cloques, observées dans les poussées d'herpès simplex 1 et 2, et de zona. En 2020, 115 espèces sont reconnues, et peuvent provoquer des infections latentes ou lytiques.
Neuf types d'herpèsvirus sont connus pour infecter principalement les humains. Plus de 90 % des adultes ont été infectés par au moins l'un d'entre eux, et une forme latente du virus demeure chez presque tous les humains qui ont été infectés.
Au total, plus de 130 herpèsvirus sont connus, dont certains proviennent de mammifères, d'oiseaux, de poissons, de reptiles, d'amphibiens et de mollusques. Parmi les herpèsvirus animaux figurent le virus de la pseudorage Varicellovirus suidalpha1, l'agent causal de la maladie d'Aujeszky chez le porc, et Varicellovirus bovinealpha1, l'agent causal de la rhinotrachéite infectieuse bovine et de la vulvovaginite pustuleuse infectieuse.

## Taxonomie

### Liste des sous-familles
Selon BioLib (27 mai 2016), NCBI (27 mai 2016), World Register of Marine Species (27 mai 2016), Catalogue of Life (27 mai 2016)  :
- Sous-famille des Alphaherpesvirinae
  - Iltovirus
  - Mardivirus
  - Scutavirus
  - Simplexvirus
  - Varicellovirus
- Sous-famille des Betaherpesvirinae
  - Cytomégalovirus
  - Muromégalovirus
  - Proboscivirus
  - Quwivirus
  - Roseolovirus
- Sous-famille Gammaherpesvirinae
  - Bossavirus
  - Lymphocryptovirus
  - Macavirus
  - Manticavirus
  - Patavirus
  - Percavirus
  - Rhadinovirus

| Sous-famille       | Genre             | Hôte                       | Tropisme tissulaire                                        | Entrée cellulaire                     | Transmission         |
| ------------------ | ----------------- | -------------------------- | ---------------------------------------------------------- | ------------------------------------- | -------------------- |
| Alphaherpesvirinae | Iltovirus         | Oiseaux                    | Aucun                                                      | Endocytose des récepteurs cellulaires | Oral-fécal, aérosol  |
| Alphaherpesvirinae | Mardivirus        | Galliformes                | Aucun                                                      | Endocytose des récepteurs cellulaires | Oral-fécal, aérosol  |
| Alphaherpesvirinae | Scutavirus        | Tortues de mer             | Aucun                                                      | Endocytose des récepteurs cellulaires | Oral-fécal, aérosol  |
| Alphaherpesvirinae | Simplexvirus      | Mammifères (incl. humains) | Muqueuse épithéliale                                       | Endocytose des récepteurs cellulaires | Sexe, salive         |
| Alphaherpesvirinae | Varicellovirus    | Mammifères (incl. humains) | Muqueuse épithéliale                                       | Glycoprotéines                        | Aérosol              |
| Betaherpesvirinae  | Cytomégalovirus   | Singes (incl. humains)     | Muqueuse épithéliale                                       | Glycoprotéines                        | Urine, salive        |
| Betaherpesvirinae  | Muromégalovirus   | Rongeurs                   | Glandes salivaires                                         | Glycoprotéines                        | Contact              |
| Betaherpesvirinae  | Proboscivirus     | Éléphants                  | Aucun                                                      | Glycoprotéines                        | Contact              |
| Betaherpesvirinae  | Roseolovirus      | Humains                    | Lymphocytes, monocytes, macrophages, cellules épithéliales | Glycoprotéines                        | Contact respiratoire |
| Gammaherpesvirinae | Rhadinovirus      | Mammifères (incl. humains) | Lymphocytes B                                              | Glycoprotéines                        | Sexe, salive         |
| Gammaherpesvirinae | Macavirus         | Mammifères (incl. humains) | Lymphocytes B                                              | Glycoprotéines                        | Sexe, salive         |
| Gammaherpesvirinae | Percavirus        | Mammifères (incl. humains) | Lymphocytes B                                              | Glycoprotéines                        | Sexe, salive         |
| Gammaherpesvirinae | Lymphocryptovirus | Mammifères (incl. humains) | Lymphocytes B                                              | Glycoprotéines                        | Sexe, salive         |

## Structure virale
Tous les virions des Herpesviridae partagent une structure commune, de l'intérieur vers l'extérieur : 
1. un génome d'ADN linéaire double brin, monopartite, relativement grand, codant 100 à 200 gènes enfermé dans
2. une cage protéique icosaédrique (avec une symétrie T = 16) appelée capside[11] ou nucléocapside, formé de 162 capsomères (150 hexons et 12 pentons, tous deux composés de VP5[12]), elle-même enveloppée dans
3. une couche protéique appelée tégument contenant les protéines virales (26 sont identifiées) et des ARNm viraux
4. une membrane bicouche lipidique appelée enveloppe, d'où émergent
5. des spicules formés de glycoprotéines. On a identifié 11 glycoprotéines: gB, gC, gD, gE, gG, gH, gI, gJ, gK, gL et gM. Parmi celles-ci, gB, gH, et gL sont présentes dans tous les Herpesviridae.

## Cycle de réplication
À la suite de la liaison de l'enveloppe virale protéique aux récepteurs de la membrane cellulaire, le virion est ingéré et démantelé, permettant à l'ADN viral de migrer vers le noyau de la cellule. À l'intérieur du noyau, l'ADN viral subit une réplication et une transcription limitées à un petit nombre de gènes viraux appelés gènes latents. De cette manière, le virus peut persister dans la cellule (et donc dans l'hôte) indéfiniment. La réactivation de virus latents intervient dans de nombreuses maladies organiques. 
Tandis que la primo-infection est souvent accompagnée d'une période limitée de maladie clinique, la latence à long terme est asymptomatique. À la suite de l'activation, le virus entame la transcription de nombreux gènes additionnels non-latents appelés gènes lytiques qui conduisent à une réplication accélérée et à la production de nouveaux virus. La formation de l'enveloppe définitive se fait à partir de la membrane de l'appareil de Golgi (une enveloppe provisoire prend forme à partir de la membrane nucléaire) contrairement à la plupart des autres virus dont l'enveloppe se forme à partir de la membrane plasmique. Souvent, l'activation lytique entraîne la mort de la cellule.

## Herpèsvirus humains
| Nom           | Synonyme                                                                   | Sous-famille | Cellule cible principale                                   | Syndrome | Site de latence | Moyens de propagation                                                      |
| ------------- | -------------------------------------------------------------------------- | ------------ | ---------------------------------------------------------- | --- | --------------- | -------------------------------------------------------------------------- |
| HHV‑1         | Simplexvirus humanalpha1 ex Herpes simplex virus-1 (HSV-1)                 | α            | Cellules épithéliales                                      | Buccal et, de plus en plus, l'herpès génital, la gingivostomatite herpétique, pharyngite, eczéma herpétique, kératite herpétique , érythème polymorphe, encéphalite, ainsi que d'autres infections à herpès simplex                                             | Neurone         | Contact rapproché (oral ou infection sexuellement transmissible)           |
| HHV-2         | Simplexvirus humanalpha2 ex Herpes simplex virus-2 (HSV-2)                 | α            | Cellules épithéliales                                      | Herpès génital et rarement buccal, gingivostomatite herpétique, pharyngite, eczéma herpétique, blancheur herpétique, kératite herpétique, érythème polymorphe, méningite de Mollaret, ainsi que d'autres infections à herpès simplex                            | Neurone         | Contact rapproché (oral ou infection sexuellement transmissible)           |
| HHV-3         | Varicellovirus humanalpha3 Virus varicelle-zona (VZV)                      | α            | Cellules épithéliales                                      | Varicelle et Zona | Neurone         | Contact rapproché (oral ou infection sexuellement transmissible)           |
| HHV-4         | Lymphocryptovirus humangamma4 Virus d'Epstein-Barr (EBV)                   | γ            | Lymphocyte B & cellules épithéliales                       | Sclérose en plaques, Maladies lymphoprolifératives associées au virus d'Epstein-Barr, mononucléose infectieuse, lymphome de Burkitt, lymphome du SNC chez les patients SIDA, syndrome lymphoprolifératif post-transplantation (PTLD) , carcinome du nasopharynx | Lymphocyte B    | Contact rapproché, transfusions, transplantation tissulaire et congénitale |
| HHV-5         | Cytomegalovirus humanbeta5 (CMV)                                           | β            | Monocytes & cellules épithéliales                          | Syndrome mononucléosique, dangereux surtout chez l'immunodéprimé | Monocyte        | Salive, urine, sang, lait maternel                                         |
| HHV-6A and 6B | Roseolovirus humanbeta6a/-6b/-7                                            | β            | Lymphocytes, monocytes, macrophages, Cellules épithéliales | Roséole infantile (connu comme roseola infantum ou exanthem subitum — l'exanthème subit) | Lymphocyte T    | Respiratoire et contact rapproché                                          |
| HHV-7         | Roseolovirus humanbeta6a/-6b/-7                                            | β            | Lymphocytes, monocytes, macrophages, Cellules épithéliales | Provoque les mêmes symptômes | Lymphocyte T    | ?                                                                          |
| HHV-8         | Rhadinovirus humangamma8 ex Kaposi's Sarcoma-associated Herpesvirus (KSHV) | γ            | Lymphocytes                                                | Sarcome de Kaposi, lymphome primitif des séreuses, certains types de maladie de Castleman multicentriques | Lymphocyte B    | Contact rapproché & salive                                                 |

### Transmission
À l'exception de VZV (de la famille des alpha Herpès Virus), le mode de transmission est le fait de contacts interhumains rapprochés, oraux ou sexuels. Le VZV est transmis par voie respiratoire. Notons que le CMV qui se transmet essentiellement par la salive (plus généralement par contact à des liquides biologiques infectés, lait maternel, urines des couches) peut être transmis par voie sanguine.

### Symptômes
Cliniquement, l'activation lytique s'accompagne souvent de l'apparition de symptômes non spécifiques tels qu'une faible fièvre, un mal de crâne, un mal de gorge, un état de fatigue, un érythème, etc. ainsi que de signes cliniques tels que des ganglions lymphatiques gonflés ou douloureux et des signes immunologiques tels qu'une diminution du nombre des cellules tueuses naturelles NK.

### Implications
Joel Dudley (en) et son équipe de l'École de médecine du Mont Sinaï à New York, démontrent que les virus 6A (HHV-6A) et 7 (HHV-7) seraient impliqués dans la maladie d'Alzheimer sans que l'étude puisse démontrer si la présence anormale des virus, dans plus de 600 échantillons cérébraux, est cause ou effet de la maladie .